# Ожегови
Ожего́ви (рос. Ожеговы) — присілок у складі Даровського району Кіровської області, Росія. Входить до складу Кобрського сільського поселення.
Населення становить 1 особа (2010, 20 у 2002).
Національний склад станом на 2002 рік — росіяни 100 %.